# ジョヴァンニ・ビリヴェルティ
ジョヴァンニ・ビリヴェルティ（Giovanni Biliverti、姓は Biliveltや Bilivert とも、1585年8月25日 - 1644年7月16日）は、オランダ出身の父親を持つイタリアの画家である。生地のフィレンツェやローマで活動し、宗教画を描いた。

## 略歴
フィレンツェで生まれた。父親はオランダ名がヤコブ・ヤンスゾーン・バイレフェルト(Jacob Jansz. Bijlevelt)という金細工師で、1573年にオランダからイタリアに移ってきて、ジャコモ・ビリヴェルティ(Giacomo Giovanni Biliverti)の名前でメディチ家のフェルディナンド1世・デ・メディチのために働いた人物である。
シエナの画家、アレクサンドロ・カソラーニ(Alessandro Casolani: 1552–1606)の弟子になり、絵を学ぶが1603年に父親が亡くなったため、フィレンツェに戻り、翌年、ローマに移り、チーゴリ(1559-1613)の弟子になった。チーゴリとともにローマ教皇、クレメンス8世から注文を受けて、サン・ピエトロ大聖堂の装飾画を描いた。
1609年にフィレンツェの美術アカデミー(Accademia delle Arti del Disegno)の会員に選ばれた。1611年から1621年の間はメディチ家のコジモ2世の注文を受けてフィレンツェのピッティ宮殿などのモザイク装飾のデザインをし、1613年にチーゴリが亡くなった後、フィレンツェのサンタ・クローチェ聖堂の装飾の仕事などもした
1643年に失明し、絵が描けなくなり、翌年亡くなった。
弟子にはチェッコ・ブラーボ(Cecco Bravo)や アゴスティーノ・メリッシ(Agostino Melissi)、バッチョ・デル・ビアンコ(Baccio del Bianco)、オラツィオ・フィダーニ(Orazio Fidani)といった画家がいる。

## 作品

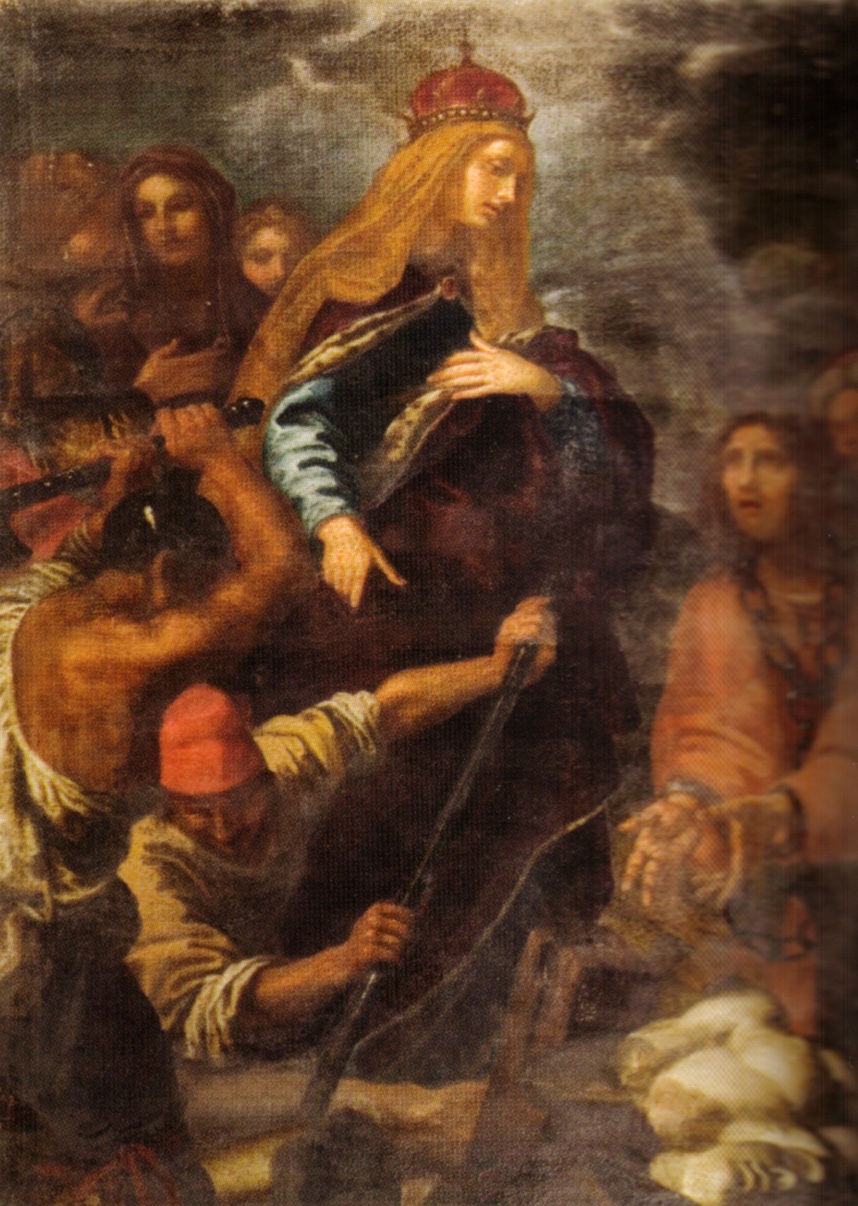
聖ヘレナの十字架の発掘、フィレンツェの教会(Chiesa dei Santi Michele e Gaetano)
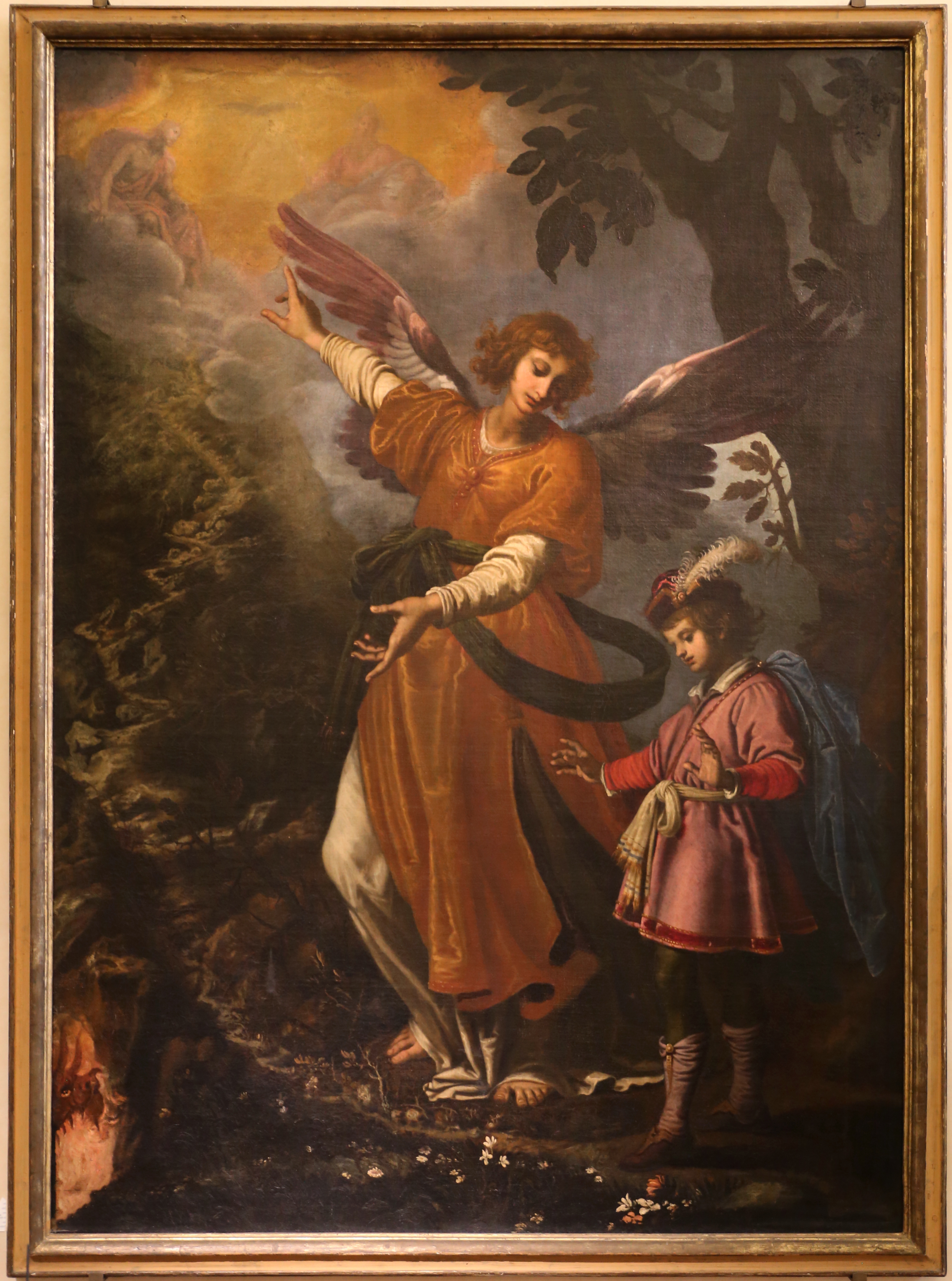
フィレンツェのSan Sebastiano de' Biniの宗教画
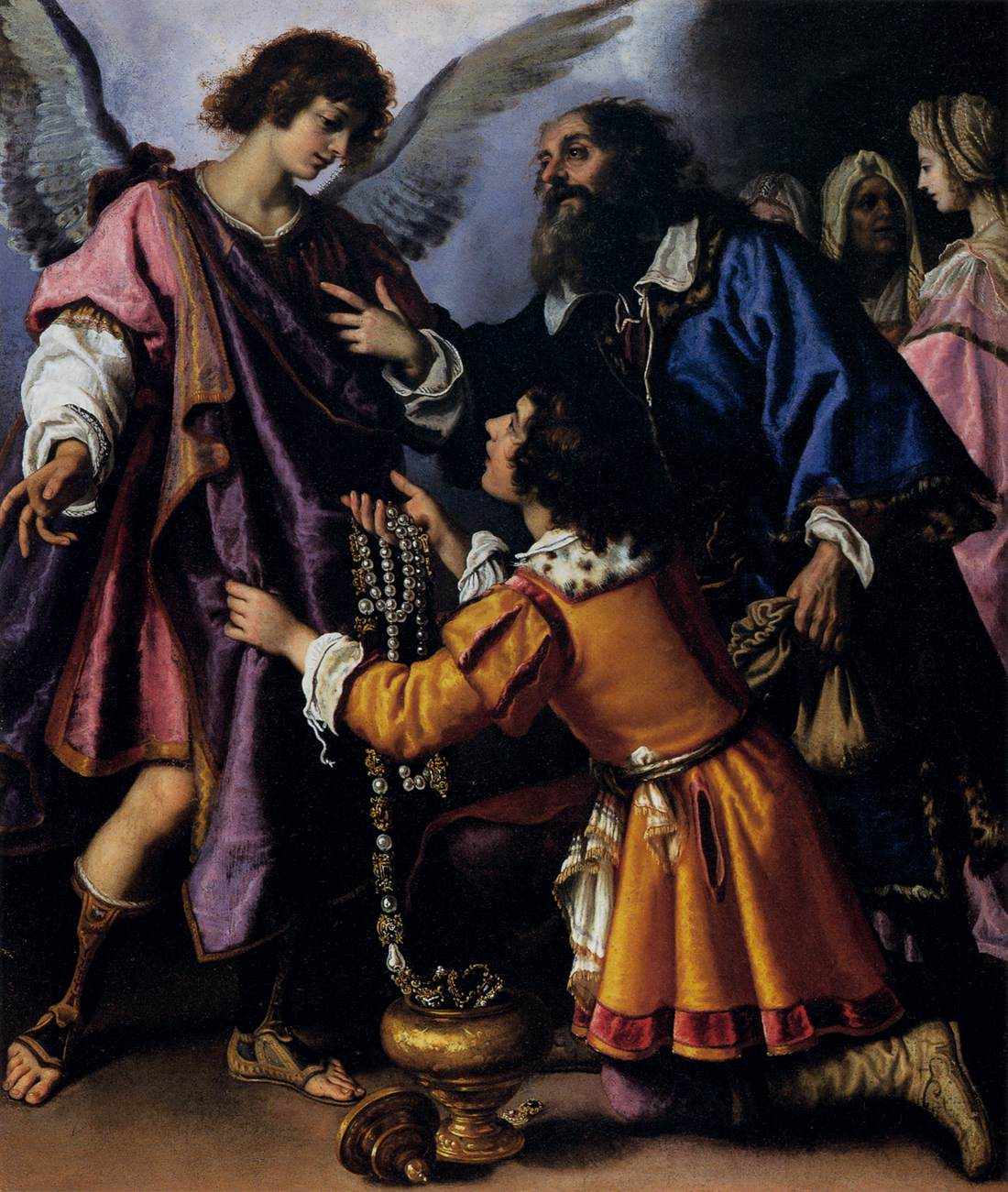
トビアスからの贈り物を拒否する大天使ラファエル(1612) ピッティ宮殿
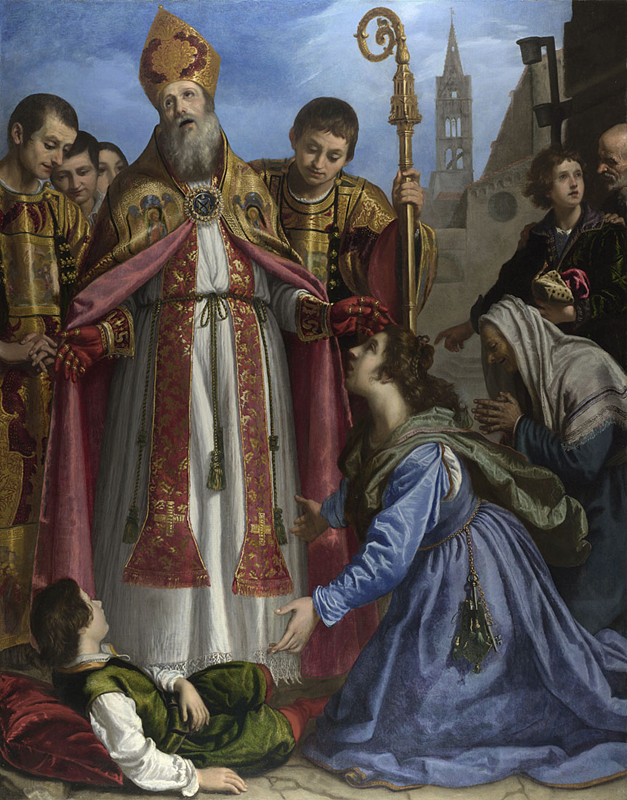
青年を生き返らせた聖ゼノビウス(1610/1620) ナショナル・ギャラリー (ロンドン)